# 5019 Erfjord
5019 Erfjord este un asteroid din centura principală de asteroizi.

## Descriere
5019 Erfjord este un asteroid din centura principală de asteroizi. A fost descoperit pe 25 iunie 1979 la Siding Spring de Eleanor Francis Helin și Schelte J. Bus. Asteroidul prezintă o orbită caracterizată de o semiaxă mare de 2,43 ua, o excentricitate de 0,08 și o înclinație de 5,6° în raport cu ecliptica.